# .tv
.tv е интернет домейнът от първо ниво, предназначен за Тувалу.
С изключение на резервирани имена (като .com.tv, .net.tv, .org.tv и други) всеки може да регистрира домейн .tv срещу такса. Правителството на Тувалу получава $1 000 000 на всеки 3 месеца от управляващата домейна компания dotTV (компания на VeriSign).
Името на домейна е популярно и затова икономически ценно, защото е съкращение на английската дума „television“ („телевизия“). (Други подобни домейни, предназначени за държави, са .fm, .am, .cd и .dj).